# Gnopharmia kasyi
Gnopharmia kasyi là một loài bướm đêm trong họ Geometridae.